# 水足跡

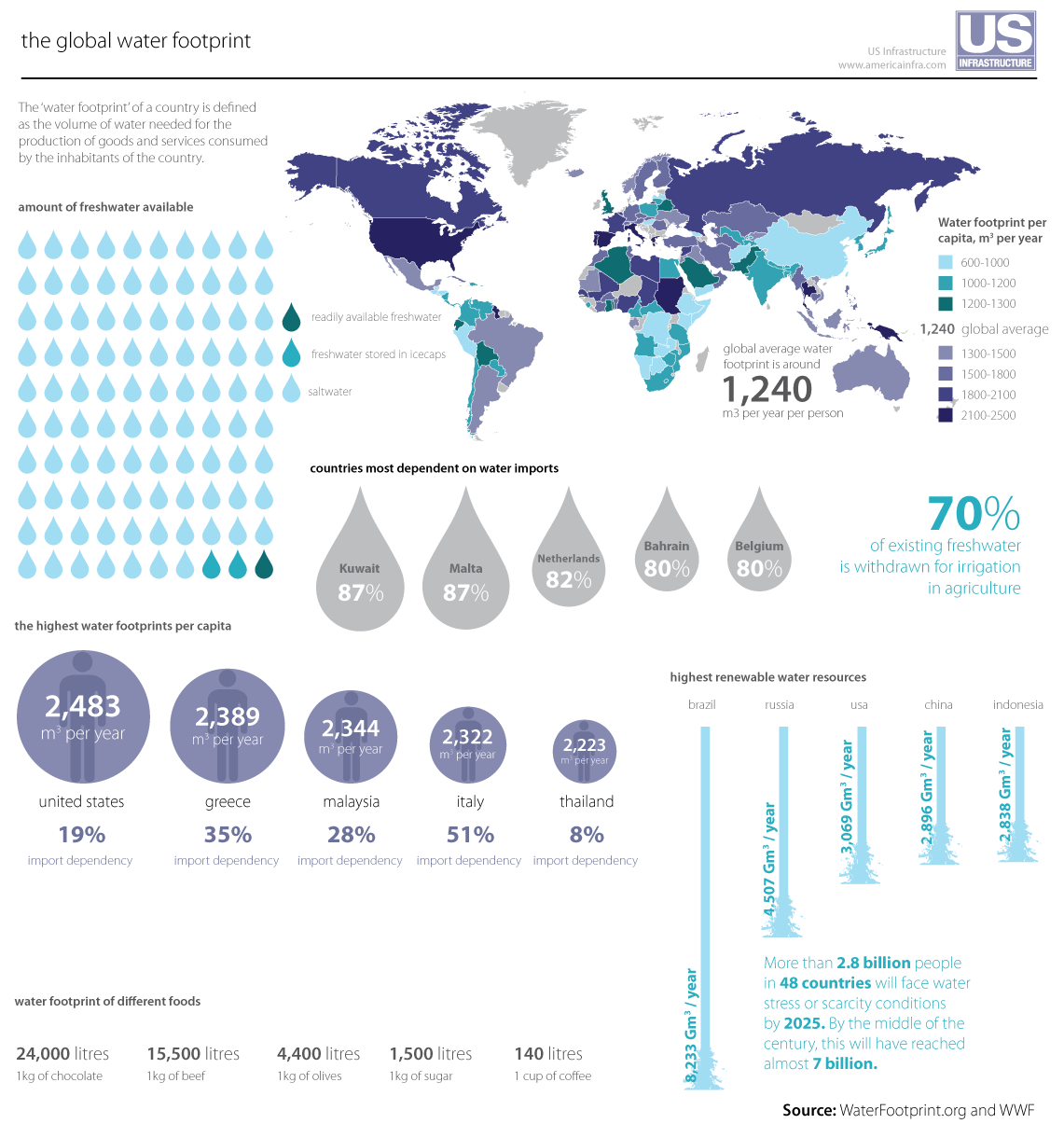
世界各地的水足跡資訊圖表

水足跡（英語：Water footprint）顯示了人們與消費相關的用水程度。個人、社區或企業的水足跡被定義為用於生產個人或社區消耗或企業生產的商品和服務的淡水總量。用水量是以消耗（蒸發）或污染的水量來衡量。水足跡可以被使用計算任何明確定義的消費者群體（例如個人、家庭、村莊、城市、省、州或國家）或生產者（例如公共組織、私人企業或經濟部門），適用於單一流程（例如種植水稻）或任何產品或服務。

## 另見
- 碳足跡
- 赤字灌溉（英语：Deficit_irrigation）
- 生態足跡
- 徑流足跡（英语：Runoff_footprint）
- 社會新陳代謝（英语：Social_metabolism）
- 水资源
- 水資源短缺
- 水陽性（英语：Water_positive）

## 外部連結
- Water Footprint Network （页面存档备份，存于）
- Personal Water Footprint Calculator （页面存档备份，存于）